# تيري ماكغفرن
تيري ماكغفرن (بالإنجليزية: Terry McGovern)‏ هو ممثل أمريكي، ولد في 11 مايو 1942 ببيركيلي في الولايات المتحدة.

## أعمال

### أفلام
- (1976) المنفذ[4]
- (1987) الفضاء الداخلي
- (1993) السيدة داوتفاير[5][6][7]

## وصلات خارجية
- تيري ماكغفرن على موقع IMDb (الإنجليزية)
- تيري ماكغفرن على موقع قاعدة بيانات الفيلم (الإنجليزية)